# 589360 Yulialinde
589360 Yulialinde è un asteroide della fascia principale. Scoperto nel 2009, presenta un'orbita caratterizzata da un semiasse maggiore pari a 2,606633 UA e da un'eccentricità di 0,136511, inclinata di 42,366034° rispetto all'eclittica.
Yulia Linde è un’autrice russa di libri per bambini e regista cinematografica. È l’autrice di Ruchey Street, un romanzo epico per adolescenti sugli eventi della Seconda Guerra Mondiale.